# 约瑟夫·库库奇卡
约瑟夫·库库奇卡（1957年3月13日—），斯洛伐克男子足球运动员，司职后卫。他曾代表捷克斯洛伐克国家队参加1982年国际足联世界杯，结果队伍止步小组赛阶段。